# Chlorerythra
Chlorerythra is een geslacht van vlinders van de familie spanners (Geometridae), uit de onderfamilie Sterrhinae.

## Soorten
- C. borbonica Guillermet, 2004
- C. rubriplaga Warren, 1895